# Epico
Orlando Tito Colón (* 24. März 1982 in San Juan, Puerto Rico), besser bekannt unter seinem Ringnamen Epico ist ein puerto-ricanischer Wrestler. 
Sein bisher größter Erfolg war der Erhalt der WWE Tag Team Championship. Colón ist der Neffe der Wrestlinglegende Carlos Colón und der Cousin des ebenfalls bei WWE unter Vertrag stehenden Edwin Colón (aka Primo) und des früheren WWE-Wrestlers Carlos Colón Jr. (aka Carlito).

## Karriere

### World Wrestling Council
Im Jahr 2006 debütierte Colón für die puerto-ricanische Wrestlingliga World Wrestling Council, der Wrestlingliga seines Onkels. Dort trat er unter dem Ringnamen Fire Blaze und seinem bürgerlichen Namen Orlando Colón auf. Bei WWC gewann er unter anderem sechs Mal die WWC Puerto Rico Heavyweight Championship und ein Mal die WWC Caribbean Heavyweight Championship.

### WWE
2010 wechselte Colón zur WWE. Colón wurde zuerst bei der FCW eingesetzt. Bei FCW bekam er seinen Ringnamen Epico. Bei der FCW bildete er mit Hunico das Tag Team Los Aviadores. Bei der FCW gewannen Los Aviadores zwei Mal die FCW Florida Tag Team Championship. Nachdem sich Los Aviadore aufgelöst hatte, bekam er den Ringnamen Tito Colon. Als Tito Colon bildete er mit Raquel Diaz, Conor O’Brian und Kenneth Cameron das Stable The Ascension. Er verließ das Stable, als er ins Smackdown-Roster aufstieg. Bei seinem Aufstieg ins Hauptroster bekam er seinen alten Ringnamen Epico wieder.
Seit dem 8. November 2011 bildet er mit seinem Cousin Primo  ein Tag Team, mit Rosa Mendes an ihrer Seite. Am 15. Januar 2012, bei einer Houseshow des RAW-Rosters, gewannen sie von Air Boom (Kofi Kingston und Evan Bourne) die WWE Tag Team Championship. Den Titel verloren sie bei RAW am 30. April 2012 an R-Truth und Kofi Kingston.
Im Januar 2013 nahmen sie am Turnier um die neu geschaffenen NXT Tag Team Championship teil. Sie scheiterten in der ersten Runde an Bo Dallas und Michael McGillicutty.
Im September 2013 bekamen Colón und sein Cousin neue Gimmicks und Ringnamen. Er trat fortan als Fernando auf, während sein Cousin den Ringnamen Diego bekam. Unter ihren neuen Gimmicks, bildeten sie das Tag Team Los Matadores, bloß dass sie nicht mehr von Rosa Mendes, sondern von El Torito begleitet wurden. Sie fehdeten mehrmals um die WWE Tag Team Championship, konnten sich die Titel allerdings nicht holen. Am 7. September 2015, haben sie sich nach einer Niederlage gegen die Dudley Boyz von El Torito getrennt. Nach Wrestlemania 31 wurden sie nicht mehr im TV eingesetzt.
Am 4. Mai 2016 bekamen sie wieder ihre alte Ringnamen zurück, sodass er wieder als Epico und sein Cousin als Primo auftretet. Sie bekamen einen neuen Namen für ihr Tag Team. Sie treten fortan als The Shining Stars auf. Bei der Raw-Ausgabe vom 16. Mai 2016 feierten sie ihre Rückkehr im Ring, als sie die zwei lokalen Jobber Scott Jackson und Brian Kennedy besiegten.
Am 19. Juli 2016 bei Smackdown, wo der WWE draft stattfand, wurden die Shining Stars zu RAW gedraftet und sind seitdem ein Teil des RAW-Rosters.
Am 11. April 2017 beim Superstar Shake-Up wurden sie zu SmackDown gewechselt. Dort treten sie nicht mehr als The Shining Stars auf, sondern als The Colons. Seither sind sie aber kaum in den Shows vertreten.
Aufgrund einer Entlassungswelle wurde er am 15. April 2020 von der WWE entlassen.

## Erfolge
Titel
- World Wrestling Entertainment

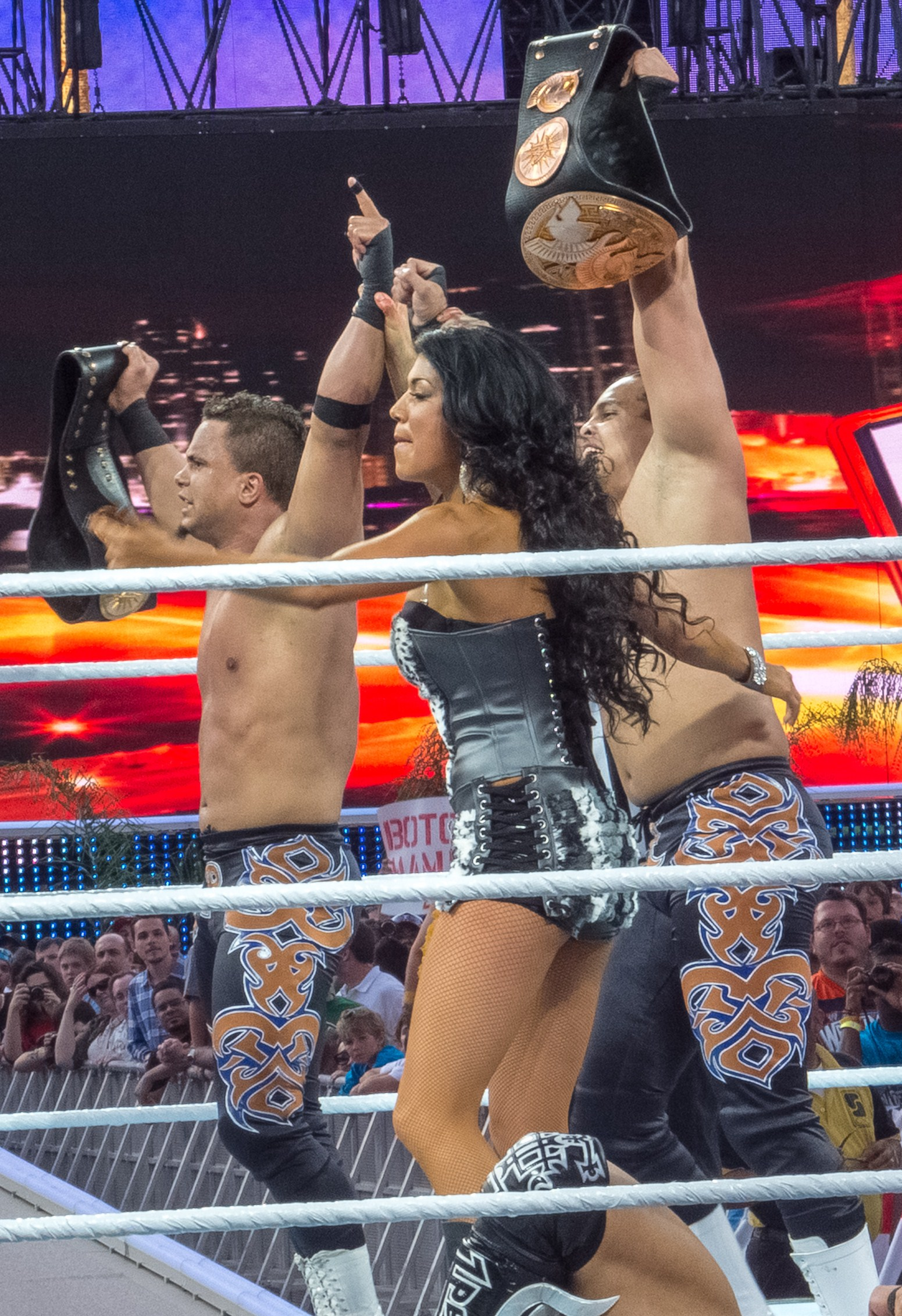
Epico als WWE Tag Team Champion (rechts) mit Primo (links) und Rosa Mendes (Mitte).

  - 1-mal WWE Tag Team Champion mit Primo

- World Wrestling Council (WWC)

- 1-mal WWC Caribbean Heavyweight Champion
- 6-mal WWC Puerto Rico Heavyweight Champion

- Florida Championship Wrestling (FCW)

- 2-mal FCW Florida Tag Team Championship mit Hunico